# 庫里利夫卡 (赫梅利尼克區)
49°29′58″N 28°5′15″E / 49.49944°N 28.08750°E
庫里利夫卡（烏克蘭語：Курилівка）是一座烏克蘭的村落，位於該國西南部文尼察州，由赫梅利尼克區負責管轄，始建於1616年，面積3.3平方公里，海拔高度257米，2001年人口797，人口密度每平方公里241.52人。